# Jezioro Trzebońskie Małe
Jezioro Trzebońskie Małe – jezioro w woj. wielkopolskim, w powiecie pilskim, w gminie Łobżenica, leżące na terenie Pojezierza Południowokrajeńskiego.

## Dane morfometryczne
Powierzchnia zwierciadła wody według różnych źródeł wynosi od 5,71 ha (lustra wody) lub 6,32 ha (ogólna) do 7,7 ha.
Zwierciadło wody położone jest na wysokości 91,1 m n.p.m. Średnia głębokość jeziora wynosi 2,0 m.